# Поссарт, Эрнст фон
Эрнст фон Поссарт (нем. Ernst von Possart; 11 мая 1841, Берлин — 8 апреля 1921, Мюнхен) — немецкий актер, режиссёр и театральный деятель.

## Биография
Учился у актера Вильгельма Кайзера. Дебютировал в 1861 г. Городском театре Бреславля. Играл в Берне, Гамбурге.
Играл в Мюнхенском придворном театре, с 1873 (1875?) года — главный режиссёр театра. С 1877 (1878?) года директор Баварских королевских театров.
С 1887 по 1892 года гастролировал в США, Германии, России (Москва и С.-Петербург) и Нидерландам.
С 1895 по 1905 год директор Баварского Hoftheater.
В 1901 году возглавил открытый Театр принца-регента в Мюнхене.
В 1905 году оставил драматический театр и выступал с мелодекламацией («Манфред» Байрона, «Эгмонт» Гёте).
В числе его учеников — Карл Перрон.

## Репертуар
- Франц Моор — «Разбойники» Ф. Шиллера
- Яго — «Отелло» У. Шекспира
- Мефистофель -
- Ричард III
- Нарцисс
- Натан — «Натан Мудрый» Лессинга 1888. (Открытие Лессинг-театра).
- Шейлок — «Венецианский купец» У. Шекспира
- Лир — Мюнхенский театр, 1875
- Кромвелль
- Уриель Акоста
- Гамлет
- Креспо — «Саламейский алькальд» Кальдерона
- Зихель — «Друг Фриц» Эркмана-Шатриана
- Карлос — «Клавиго» И.-В. Гёте
- Антонио — «Тассо» И.-В. Гёте
- Октавио Пикколомини — «Валленштейн» Ф. Шиллера
- Вурм — «Коварство и любовь» Ф. Шиллера
- Берник — «Столпы общества» Х. Ибсена
- Берендт — «Банкротство» Б. Бьернсона

Обработал для сцены шекспировских «Короля Лира» (1875), «Венецианского купца» (1880) и «Кориолана». Сочинил пьесы Der Deutschfranzosische Krieg (1871), Recht des Herzens (1898), and Im Aussichtswagen (1898); занимался системой единообразного произношения немецких слов.
В 1861 году женился на оперной певице Анне Deinet, в 1883 году они развелись, в 1888 году вновь вступили в брак. Их дочь Эрнестина фон Поссарт (1875—1946) под сценическим именем Эрнест Дельсарта сделала успешную оперную карьеру.

## Об Э. Поссарте
«Если верить легенде, знаменитый трагик Поссарт однажды продекламировал со сцены латинскую азбуку и заставил плакать весь зрительный зал». Нароков М. С. Биография моего поколения (недоступная ссылка). М.: Всерос. театр. о-во, 1956.